# Triangle noir

Marquage nazi pour les prisonniers qui étaient considérés comme « socialement inadaptés ».

Pour les articles homonymes, voir Triangle noir (homonymie).
 (décembre 2023).

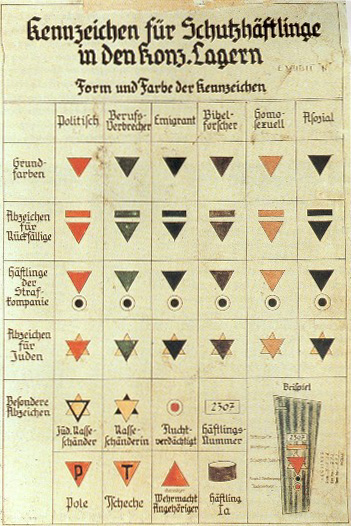
Le triangle noir dans le contexte des autres marquages dans le système concentrationnaire nazi.

Le triangle noir était, dans l’univers concentrationnaire nazi, le symbole utilisé pour marquer les prisonniers des camps qui étaient considérés par ce régime comme « socialement inadaptés » (Asozial en allemand), ou arbeitsscheu (« work-shy ») dans le système de valeurs du IIIe Reich, la notion d'« asocialité » désignait les personnes des couches sociales inférieures considérées comme incapables de s'intégrer à la « communauté du peuple » et d'y apporter une contribution. Concrètement, cette catégorie désignait les individus considérés comme « parasitaires » : les nomades, les personnes en situations de handicap psychique ou physique, les sans-abris, les chômeurs, les alcooliques, les femmes lesbiennes, les personnes transgenre, les prostituées, et en particulier, les Roms et les Sinté,,

## «Communauté du peuple»et«asociaux»en Allemagne nazie
Dans la vision du monde développée par les penseurs nazis, les notions d'État et de société civile acquièrent une connotation biologique et médicale. Dans le contexte de l'essor du mouvement völkisch, le peuple (Volk) allemand est conçu comme une entité biologique plutôt que politique, et désigne une communauté organique déterminée par la nature, plutôt qu'une société composée d'individus indépendants et autonomes.
La communauté nationale est ainsi définie comme un corps social dont il faut purifier les éléments "nuisibles" et « parasites », susceptibles de provoquer la dégénérescence de la race aryenne. Associant darwinisme social et hygiénisme, les chercheurs en expertise raciale du Reich, institutionnalisés à partir de 1936 autour du Centre de recherche sur l'hygiène raciale (Rassenhygienische Forschungstelle ou RHF), ont développé le concept d'« hygiène publique », ou « hygiène du peuple » (volkshygienischen), à partir duquel certaines catégories de la population ont été classé comme « indésirables » ou comme « racailles asociales ». Il s'agissait de Tziganes, de mendiants, vagabonds, chômeurs, prostituées et proxénètes, d'alcooliques, et de personnes avec des handicaps mentaux.
Dans le cas des Roms et des Sinté, la catégorie « asocial » recouvrait un sens racial : les Tziganes étaient perçus comme des étrangers, voire comme des Juifs, métissés avec les plus basses couches de la société. Reprenant les accusations de criminalité adressées à l'encontre des populations roms depuis plusieurs siècles, les Nazis firent basculer l'ensemble des Tsiganes dans la catégorie de « criminels irrécupérables », telle que définie par les lois de Nuremberg. Cette classification servit de phase préliminaire à l'identification et au recensement des Roms par les chercheurs du RHF, à l'internement puis à la destruction de la population rom d'Europe.
Le terme « asocial » était utilisé conjointement avec l'appellation « étranger à la communauté » (Gemeinschaftsfremde). Une loi contre les « étrangers à la communauté », contre les groupes sociaux marginalisés était prévue et en préparation, mais a été interrompu par la défaite de l'Allemagne nazie en 1945.
L'idée que des femmes lesbiennes aient été systématiquement persécutées parce qu'elles étaient asociales est contestée par les historiens,,,.

## Usage au sein du système concentrationnaire
Selon le décret fondamental du 14 décembre 1937 pour la « lutte préventive contre la délinquance », quiconque « met[ait] en danger la collectivité par son comportement asocial sans être un criminel professionnel ou d'habitude » pouvait être envoyé en camp de concentration dans le cadre d'une « détention préventive ». par la police criminelle. Des vagues d'arrestation survinrent au printemps et à l'été 1938, dans le cadre de la campagne « Arbeitsscheu Reich ». Plus de 10 000 Juifs, Roms et Sinti et « asociaux de sang allemand » ont été déportés vers des camps de concentration, dont 6 000 au camp de concentration de Sachsenhausen en juillet 1938. Les détenus étaient marqués par un triangle noir. Avant la guerre, les « asociaux » représentaient le plus grand groupe de victimes dans les camps de concentration.
Les personnes désignées comme étant asociales étaient déportés vers les camps de concentration. Parmi les « asociaux », seuls les Roms et les Sinté furent déportés vers des camps d'extermination. À Auschwitz, ils portaient le triangle noir accompagné d'un Z (pour Zigeuner, "Tzigane"). En décembre 1942, Himmler ordonna la déportation de tous les Roms et Sinti du Reich vers Auschwitz, achevant ainsi la mise en œuvre d'un processus de persécutions visant l'extinction des Roms allemands. En raison de sa forte densité, le camp tzigane d'Auschwitz connaissait le taux de mortalité le plus élevé de tous les camps du complexe d'Auschwitz. Sur 23 000 déportés, au moins 19 000 y meurent. Au total, 75 % des Roms allemands et plus de la moitié des Roms d'Autriche furent tués par le régime national-socialiste.
Dans d'autres camps, les Roms et les Sinté portaient un triangle marron.

## Réappropriations communautaires

### Les Roms et les Sinté
La reconnaissance du génocide rom fit l'objet d'une grande mobilisation de la part des Roms allemands. Les Roms et Sinté déportés rencontrèrent de nombreuses difficultés pour obtenir une juste compensation, et ils ne furent considérés comme victimes de persécutions raciales par la RFA qu'à partir de 1963.
Dans les années 1970, les activistes roms attirèrent l'attention sur les persécutions que leur peuple avait subis pendant la guerre. En 1974, Vinzenz Rose, Sinto et l'un des premiers acteurs du mouvement émergent des droits civiques roms, fit ériger un mémorial à Auschwitz-Birkenau pour commémorer les personnes assassinées dans le « camp tzigane ». En 1979, des membres de la minorité rom organisèrent un premier rassemblement international pour commémorer le génocide, au mémorial du camp de concentration de Bergen-Belsen.
À Pâques 1980, un groupe de Sinti a mené une grève de la faim au mémorial du camp de concentration de Dachau qui a attiré l'attention du monde entier.
Le symbole du triangle noir est alors repris par ces différents groupes comme un des emblèmes du génocide rom.

### Les handicapés
Le triangle noir a été repris par certains groupes britanniques militant pour les droits des personnes handicapées,. Les campagnes de ces groupes concernent des sujets comme la couverture médiatique et les politiques gouvernementales, les changements apportés aux prestations d'incapacité et à l'allocation de subsistance pour personnes handicapées,. La « liste du triangle noir » est créée pour suivre les décès liés à l'aide sociale dus aux coupes budgétaires du ministère du Travail et des Pensions.

### Les lesbiennes
L'appareil légal allemand ne comportait pas de délit de lesbianisme, le paragraphe 175 du code pénal concernant uniquement les relations sexuelles entre hommes. Il était donc impossible de condamner pénalement une femme pour ce motif dans ce pays. Ainsi, l'United States Holocaust Memorial Museum indique que « même si la police considérait les lesbiennes comme des « éléments asociaux » — autrement dit comme des personnes qui ne se conformaient pas aux normes nazies et étaient donc susceptibles d'être arrêtées et envoyées dans les camps de concentration, peu d'entre elles furent emprisonnées au seul motif de leur sexualité. ». Dans sa thèse sur la persécution des homosexuels par l'Allemagne nazie, l'historien et sociologue allemand Alexander Zinn rejette l'idée que les lesbiennes aient été persécutées par le Reich.
À l'inverse, le code pénal autrichien comportait un article réprimant et condamnant spécifiquement les relations entre femmes – cet article resta en vigueur à la suite de l'Anschluss, en 1938[réf. nécessaire].
Il est difficile d'établir combien de femmes lesbiennes ont été internées en raison de leur sexualité. Dans les registres des camps, la mention "lesbienne" ﬁgure toujours comme addendum, et jamais comme motif premier d’internement. La plupart des lesbiennes déportées le furent en raison de leur appartenance à un autre groupe, notamment juif ou rom. Les autorités relevèrent rarement leur sexualité. À Ravensbrück, on a pu identifier trois femmes lesbiennes dans les registres d'entrée du camp : dans deux des cas, le motif de l'internement était « politique » avec « lesbienne » comme addendum. La troisième femme, quant à elle, est qualifiée en premier lieu d'« asociale ».
Au sein de la communauté lesbienne, le triangle noir s'est pourtant imposé comme un symbole de revendication et de lutte contre les répressions et les discriminations qui leur sont infligées en raison de leur lesbianisme. Il figure notamment sur le drapeau labrys, emblématique du mouvement féministe lesbien. Le triangle noir fait ainsi l'objet d'une problématique mémorielle concernant la question de la persécution de l'homosexualité féminine.